# Nautilus (Julio Verne)

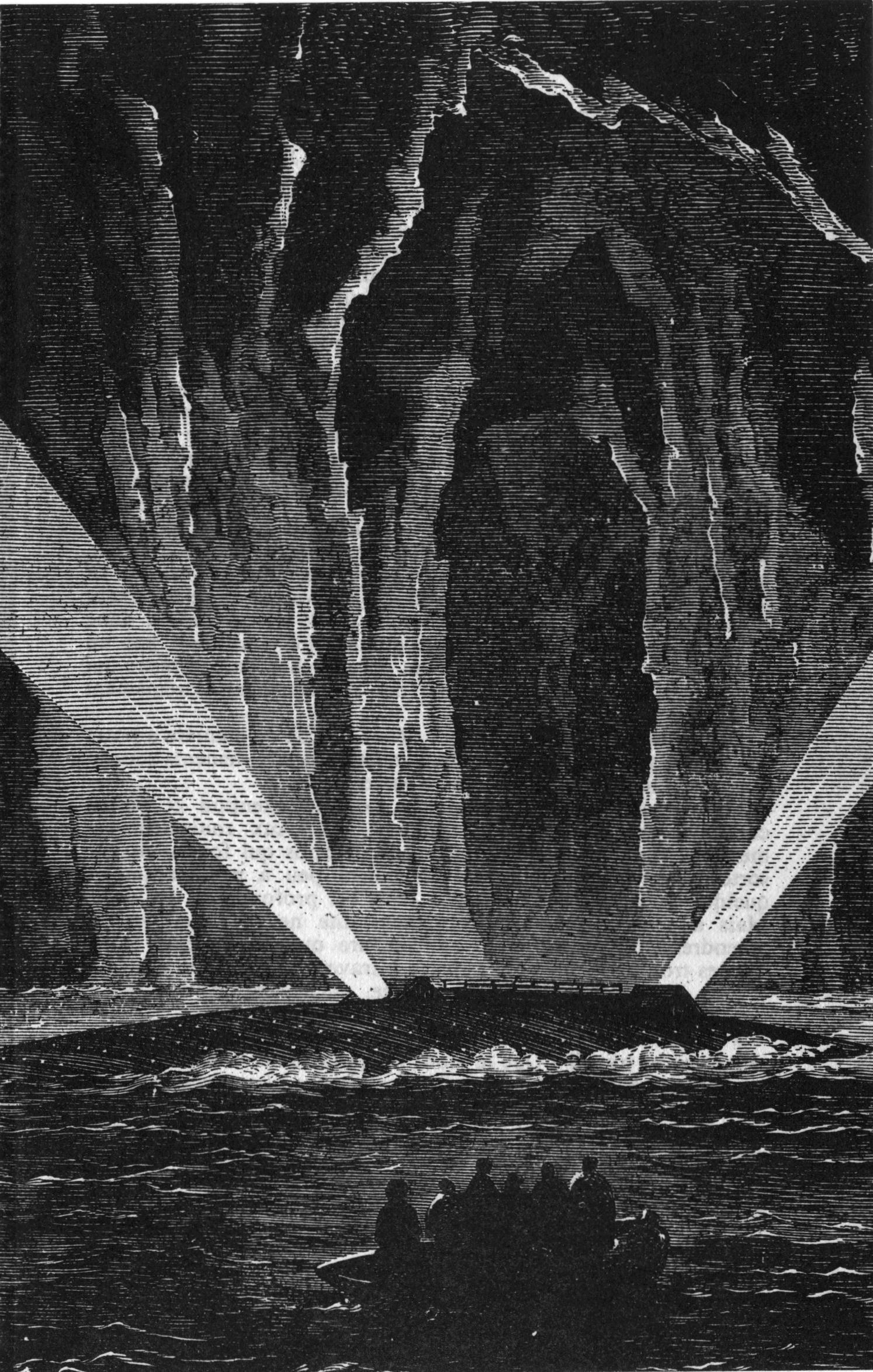
El Nautilus, ilustrado en la novela La isla misteriosa

El Nautilus es un submarino de ficción ideado por el escritor francés Julio Verne. Aparece en sus novelas Veinte mil leguas de viaje submarino (1871) y La isla misteriosa (1875). 
El Nautilus, cuyo nombre puede estar tomado del submarino Nautilus de Robert Fulton,[cita requerida], si bien el capitán Nemo lo asocia a los Nautilus pompilius, fue diseñado y comandado por el capitán Nemo (del latín "nemo": "nadie"), antiguo príncipe e ingeniero hindú. Fue encargado por piezas a diferentes fábricas y astilleros de todo el mundo para no levantar sospechas, que serían ensambladas todas ellas por los propios empleados de Nemo y por la futura tripulación en una isla del Pacífico.
Su motor era propulsado por electricidad producida por baterías de una amalgama de sodio-mercurio (el sodio era extraído del agua de mar). La sala de máquinas ocupaba la parte final del submarino, siendo aireada con frecuencia debido a las emanaciones producidas por el empleo del sodio.
Estaba constituido por dos cascos separados por compartimientos de lastre. La velocidad máxima era de 50 nudos (92,5 km/h). Su desplazamiento era de 1356,48 toneladas en superficie y 1507 sumergido. A diferencia de los submarinos normales (que sólo pueden descender unos 100-600 metros bajo el mar), el Nautilus era como un sumergible, pues estaba capacitado para descender a profundidades superiores a los 11 km.
Contaba con una torreta en la cual el piloto, protegido por gruesos vidrios, podía dirigir la navegación de la nave; contaba también con un poderoso reflector eléctrico, con el cual era posible iluminar los alrededores de la nave.
Era de forma ahusada, muy parecido al pez vela, por lo que podía ir a altas velocidades. Contaba con un espolón de forma triangular en uno de sus extremos, con el cual atacaba a los barcos.
El Nautilus terminó sus días en una cueva de la Isla Lincoln, descrita en la novela La isla misteriosa: se convierte en la cripta del capitán Nemo y acaba por ser enterrada por los escombros que produce la titánica explosión volcánica que arrasa y destruye por completo la historia.
Fue nombrado en honor al submarino Nautilus de Robert Fulton. El mismo creó un sumergible con ese nombre en 1798, pudiendo permanecer durante 38 horas a una profundidad de ocho metros. Incluso tenía una forma de suministrar oxígeno mientras el aparato estaba sumergido. Pero el gobierno británico no quiso financiarlo.

## Características
- Doble casco, de 70 metros de largo por 8 metros de ancho.
- 1356,48 toneladas netas de desplazamiento.
- Espolón triangular de 2 metros de lado.
- Hélice de 6 metros de diámetro y 7,5 metros de paso.
- Timón de ancho codaste.
- 2 planos en los costados, para inmersión hidrodinámica.
- 3 tanques de lastre, para inmersión estática.
- Torreta de mando y reflector capaz de alumbrar 1 km a la redonda.
- 5 compartimientos estancos.
- 2 anclas, a babor y estribor.
- Capaz de descender a profundidades mayores de 11 km.
- Velocidad de hasta 50 nudos.
- Primer casco hecho con placas superpuestas con remaches y tornillos, puesto encima del segundo casco con tabiques en forma de "T".
- Poseía un pequeño bote capaz de albergar 12 personas, unido al submarino con un cable para mandar telegramas.

## Imágenes

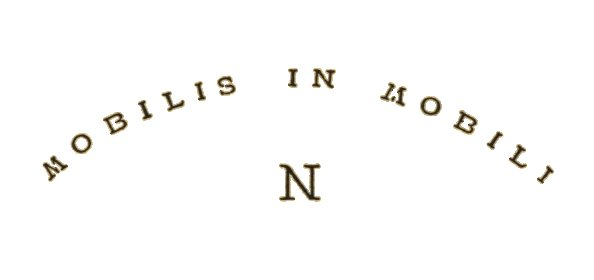
Motto del Nautilus: "mobilis in mobili".
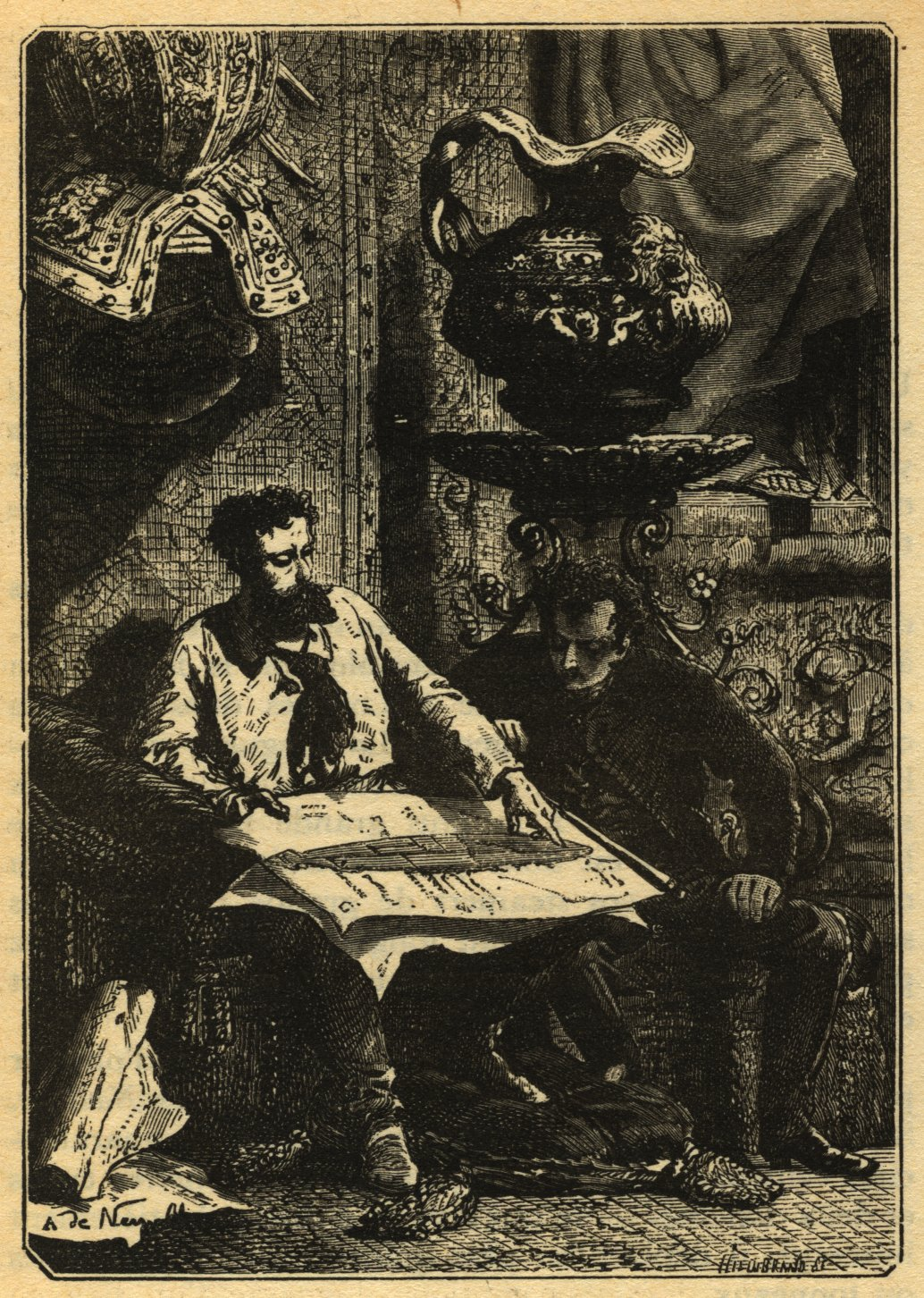
El capitán Nemo mostrando el diseño a Aronnax del Nautilus.
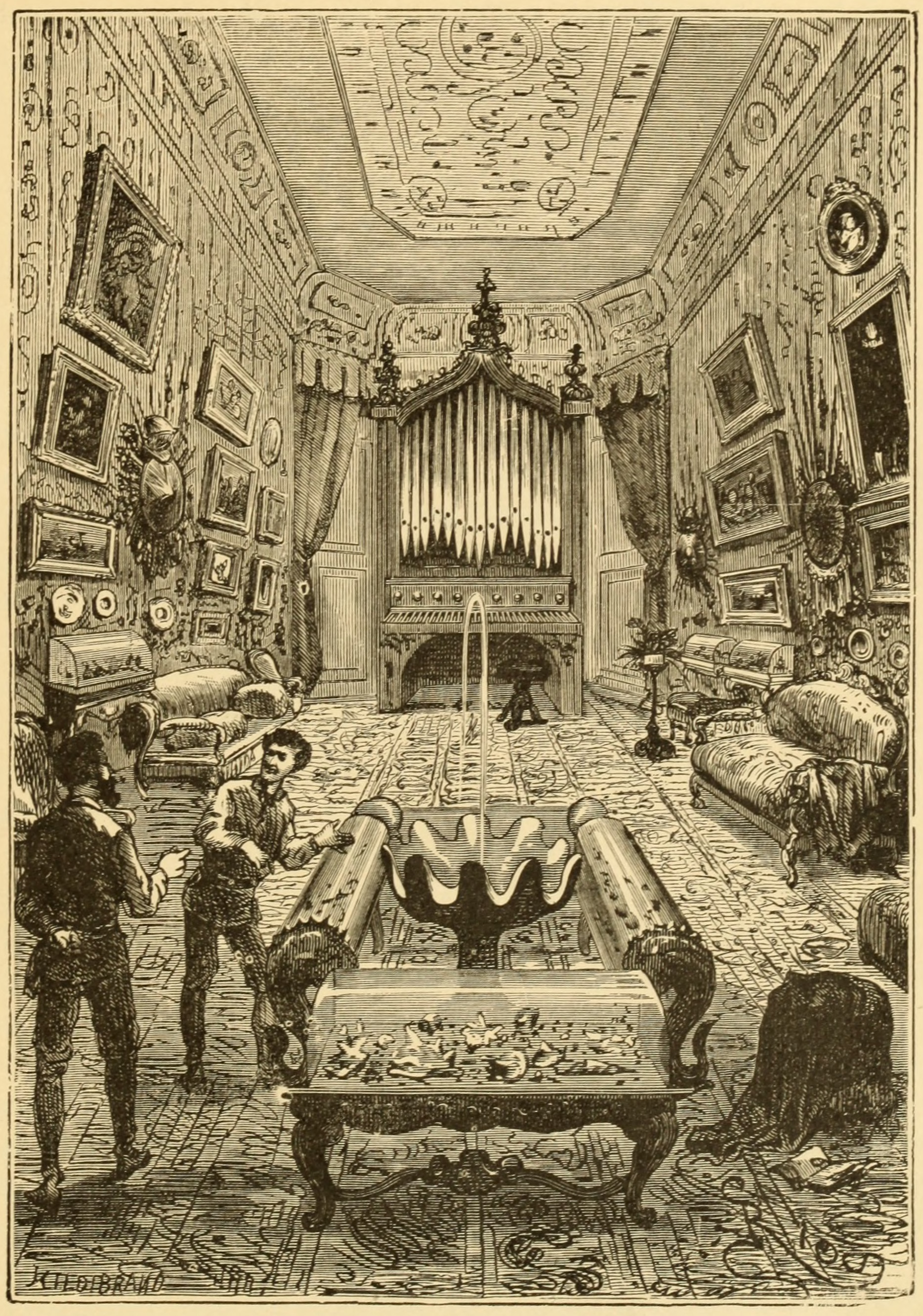
El Gran Salón del Nautilus.
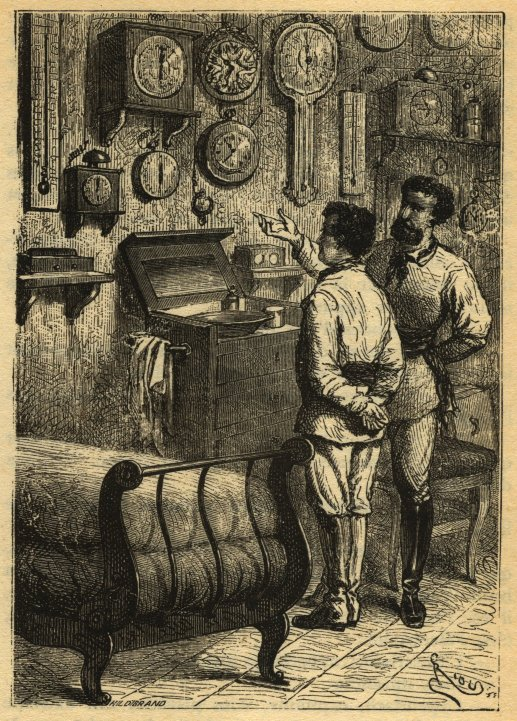
Habitación del capitán Nemo en el Nautilus.
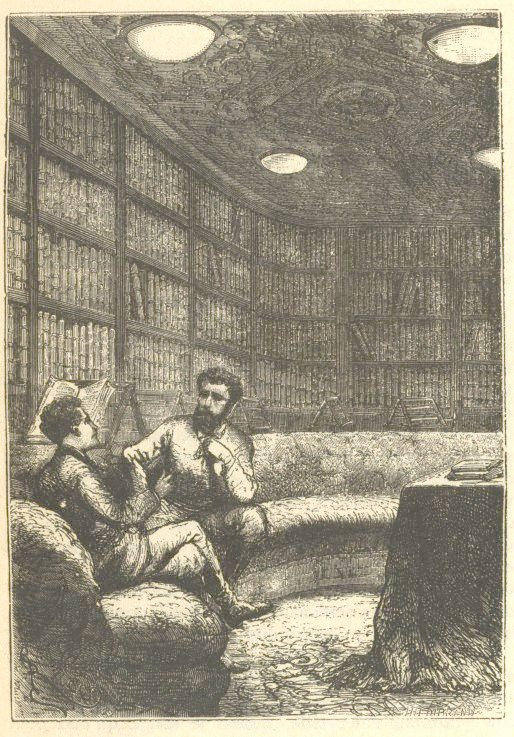
La biblioteca del Nautilus.
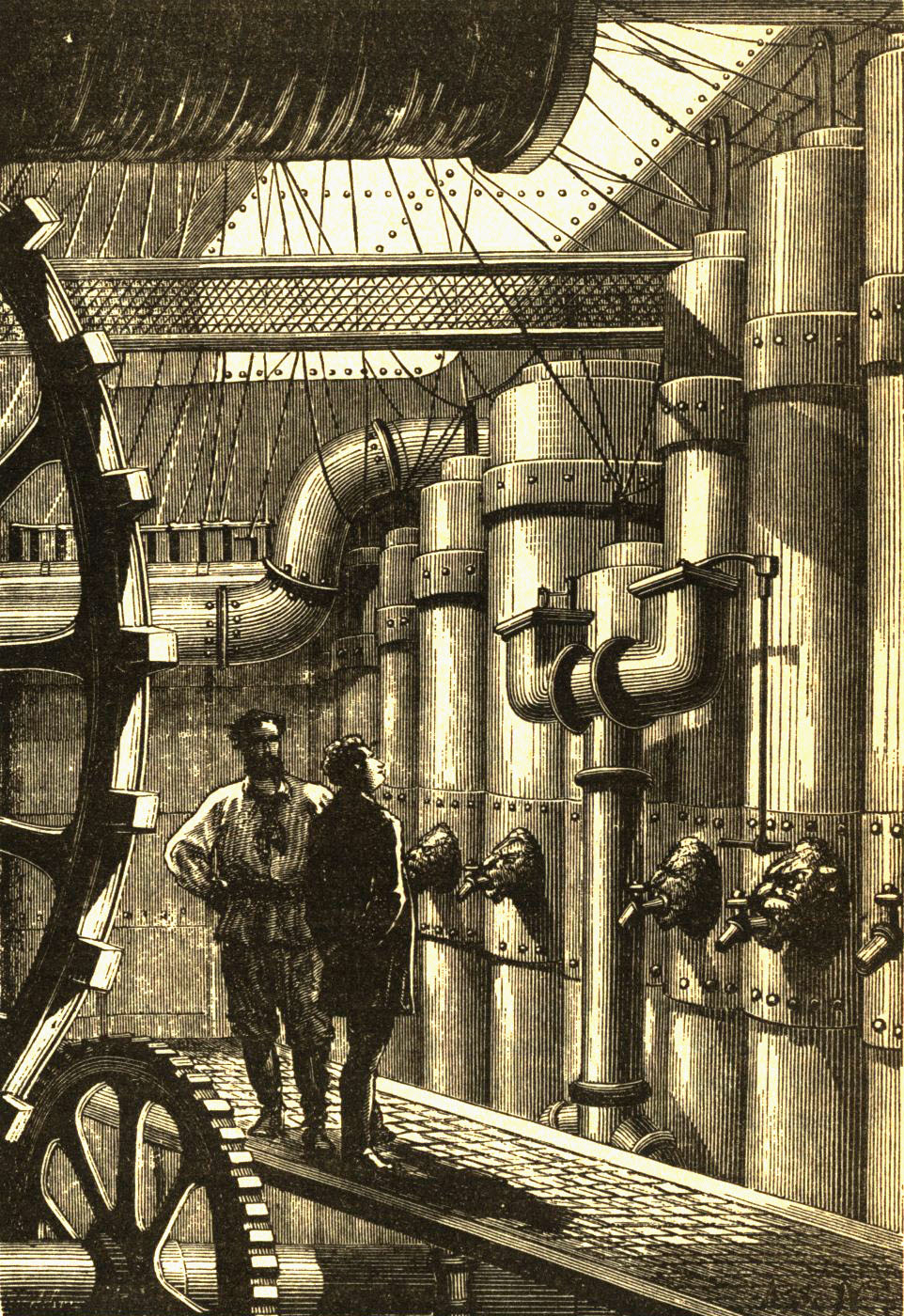
Sala de máquinas del Nautilus.
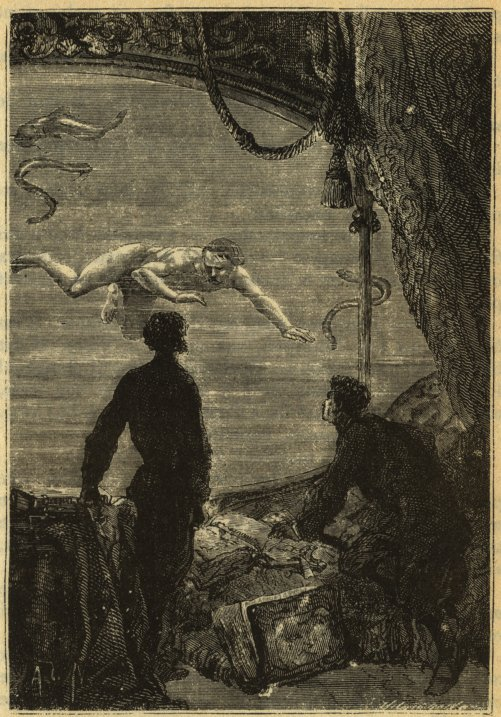
Vista general del Nautilus.
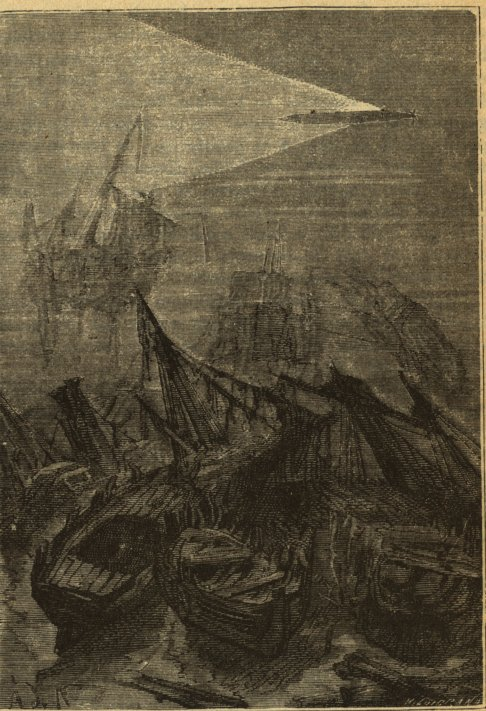
Silueta del Nautilus.

## Otras apariciones
El Nautilus ha sido mencionado o referenciado multitud de veces tanto en televisión, cómic o en cine, incluso en las computadoras entre las que destaca:
- Es el medio de transporte de The League of Extraordinary Gentlemen de los cómics de Alan Moore y su adaptación al cine.
- Se mencionado que Elijah Snow viajó en él en el cómic Planetary.
- En el anime japonés Nadia: The Secret of Blue Water de Gainax.
- En la novela The Well of Lost Plots de Jasper Fforde, aparece junto con Nemo.
- En la novela Valhalla Rising de Clive Cussler.
- Nautilus es un gestor de archivos integrado dentro del entorno de escritorio GNOME
- En el videojuego Lost Odyssey el Nautilus es la nave-submarino del pirata Sed.
- En el videojuego MapleStory el Nautilus es un submarino y la base principal de los piratas, donde los jugadores pueden cambiar a esa clase.
- Nautilus es una banda de Folk Metal costarricense formada en el 2008
- En la serie estadounidense de la cadena ABC Once Upon a Time junto con el capitán Nemo.
- En el videojuego de rol Final Fantasy III el Nautilus aparece como una aeronave sumergible que puede ser utilizada por los protagonistas.